# Dipsastraea maxima
Dipsastraea maxima is een rifkoralensoort uit de familie Merulinidae. De wetenschappelijke naam van de soort is, als Favia maxima, voor het eerst geldig gepubliceerd in 1977 door Veron, Pichon & Wijsman-Best.